# ベイルート-ダマスカス鉄道S形蒸気機関車

ベイルート-ダマスカス鉄道S形のメーカー完成写真

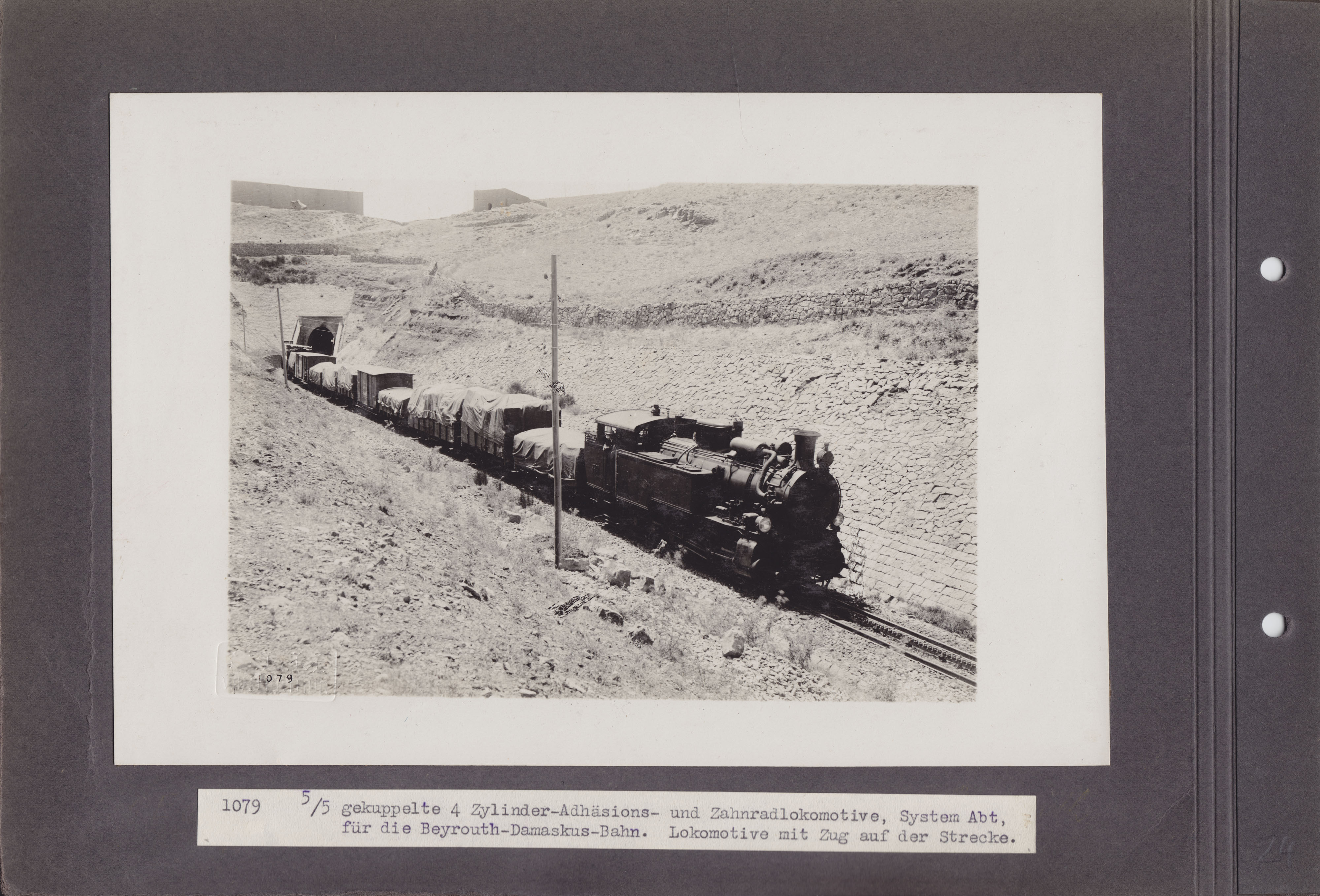
ラック区間を下るS形が牽引する列車、蒸気溜と砂箱が一体化された303号機以降の機体

ベイルート-ダマスカス鉄道S形蒸気機関車（ベイルート-ダマスカスてつどうSがたじょうききかんしゃ）は、レバノンとシリア間にまたがるベイルート-ダマスカス鉄道で使用された山岳鉄道用ラック式蒸気機関車である。

## 概要
1891年フランスに設立されたSociété des Chemins de fer Ottomans économiques de Beyrouth-Damas-Hauran（1893年に、後にラヤーク - アレッポ間の鉄道建設を計画した別の会社と統合してSociété Ottomane du Chemin de fer Damas–Hamah et prolongements (DHP)に社名変更）によって当時オスマン帝国であった、現在のレバノンのベイルートから同じくシリアのダマスカスに至る1050mm軌間の山岳鉄道として建設された路線である通称ベイルート-ダマスカス鉄道は、標高2500-3000m級の山々が連なるレバノン山脈とアンチレバノン山脈の二つの山脈を超えるため、全144.5kmの路線のうち、34kmが最急勾配70パーミルのアブト式ラック区間となっており、1895年8月3日の開業以降、ラック式蒸気機関車と粘着式蒸気機関車を併用して運行されていた。1920年代初頭の段階では、いずれもスイスのSLM製の、車軸配置C1’zzのB形1-12II号機の12機、同じくD1’zzのA形31-37号機の7機と、粘着区間専用で車軸配置1'CのD形51-56号機の6機、当時のザクセン王国のザクセン機械工場製で車軸配置 (B)B1'のC形61-62号機の2機をあわせた計27機が使用されていた。しかしながら同鉄道では輸送力のさらなる増強が計画されて、使用する機材の増備がなされることとなり、1924-40年に導入された従来の機材よりも大型化と過熱式の採用により牽引力の増強を図った、新しい車軸配置Ezzの過熱式蒸気機関車が本項で記述するS形であり、従来の機関車に引続きSLMが製造したものであった。同社は当時の蒸気機関車メーカーとしては後発であったが、ラック式の蒸気機関車の製造を得意として世界的に多くのシェアを占めるようになっており、その後1970年頃の統計では世界のラック式蒸気機関車の33%が同社製となっている。
ラック式鉄道で使用される蒸気機関車のうち、粘着式とラック式双方の駆動装置を装備する機体は、粘着動輪とラックレール用ピニオンの負荷を適切に分担させる必要があることと、一般的には粘着動輪とピニオンの径が異なるため、それぞれを別個に駆動して異なる回転数で動作させる必要があることから、初期に製造された機体を除き、4シリンダ式としてシリンダーおよび弁装置2式を装備するものがほとんどであり、ラック区間用ピニオンの配置方法などの違いにより、ヴィンタートゥール式、アプト式、ベイヤー・ピーコック式、クローゼ式ほか名称の無いものも含めいくつかの方式が存在していたが、本形式ではベイルート-ダマスカス鉄道ではB形およびS形で実績のあったアプト式を踏襲し、各部寸法を共通化することにより補修部品の共用化も図っている。アプト式は、動輪の前後車軸間に駆動用のピニオンを装備した中間台枠を渡し、これを粘着式駆動装置用のシリンダの間に配置したラック式駆動装置用のシリンダで駆動する方式となっており、ラックレールのアプト式を考案したのと同じカール・ローマン・アプトが考案したもので、ピニオンが動輪の車軸に装荷されるため、ラックレールとピニオンの嵌合が機関車本体の動揺の影響を受けないという特徴があった。
本形式は、1924年に試作を兼ねて若干仕様の異なる301、302号機の2機が導入された後、1926年に3機が、1940年にさらに2機が導入された、牽引力166kN（ラック区間）を発揮し、最大勾配70パーミルで140tの列車を牽引可能な強力機であり、それぞれの機番とSLM製番、製造年は下記の通りとなっている。
- 301 - 2966 - 1924年3月
- 302 - 2967 - 1924年3月
- 303 - 3123 - 1926年3月
- 304 - 3124 - 1926年4月
- 305 - 3125 - 1926年4月
- 306 - 3721 - 1940年5月
- 307 - 3720 - 1940年5月

## 仕様
本形式は前形式のA形を若干拡大したもので、機関車の台枠前端ぎりぎりまでに配置されたボイラーと煙室扉周りや運転室周りを始め、全体にシンプルなデザインのスイス製蒸気機関車の標準的なスタイルとなっており、B形、A形に引き続き、他のSLM製の輸出用機体に見られる現地向けのデザインは採用されず、スイス国内向け機体とほぼ同一様式となっている。

### 走行装置
- 主台枠は25mm厚鋼板を左右1335mm間隔（内寸1310mm）に配置した外側台枠式の板台枠、ボイラ台とシリンダブロックは鋳鉄製で、動輪を車軸配置Eに配置しており、動輪は910mm径のスポーク車輪で第1および第5動輪に左右各20mmの横動量を設定して曲線通過時のレールへの横圧の低減を図っており、固定軸距は車軸配置C1'のB形と同一の3000mm、全軸距は車軸配置D1'zzのA形の6350mmから5100mmに低減されている。ラック方式はラックレール2条のアプト式[7]で、第2動輪と第3動輪間の軸距を1900mmと長くとり、その間の主台枠内側に有効径688mmでブレーキドラム併設のラック区間用ピニオン2軸を930mmの間隔で装備した中間台枠を前後の動輪の車軸に乗掛ける形で装荷し、これを合わせて車軸配置をEzzとしている。本形式は動輪径、ピニオン径、軸距などをB形やA形と共通として、動輪やピニオン、ピニオン中間台車、基礎ブレーキ装置部品ほか走行装置をなるべく従来形式と共通として補修部品の共用を図っている。シリンダは粘着動輪用とピニオン用とそれぞれ2シリンダ単式の4シリンダ式で、左右台枠外側に粘着動輪駆動用のシリンダを若干後傾させて、内側にピニオン駆動用のシリンダを後傾させて配置している。また、弁装置はいずれも従来の機体と同じジョイ式であるが、弁装置が従来形式のスライドバルブからピストンバルブに変更されており、主動輪は粘着動輪は第3動輪、ピニオンは第2ピニオンに設定されていずれもサイドロッドで他の軸へ伝達する方式、逆転ハンドルは粘着動輪用/ピニオン用共用となっている。加減弁およびそのハンドルは、飽和式であったB形、A形では粘着動輪駆動用、ピニオン駆動用それぞれ個別となっていたが、本形式は過熱式のためこの方式を採用することが難しく、加減弁を両駆動装置用とも共通とする代わりに各駆動装置用シリンダへつながる蒸気管のうちピニオン用シリンダへのものの入口に開閉弁装置を設置して、粘着区間ではラック式駆動装置への蒸気を遮断する方式としている。

### ボイラー・その他
- ボイラーはA形のものと同径であるが、過熱式となって過熱装置の配置のため煙室長が200mm延長されているほか、火室が台枠間配置から台枠上配置となって火格子面積が0.2m2拡大しており、これに伴い火格子が水平となり、ボイラー中心高が245mm上昇して2300mmとなっている。このほか、煙管長3800mm、全伝熱面積が131.9m2、うち過熱面積26m2で、火室は70パーミルの下り勾配走行時に天板がボイラー水面上に出て空焚きとなることを防ぐための上部に後方への傾斜がつけられている。また、石炭はキャブ後方の炭庫へ、水はサイドタンク式の水タンクへ搭載されるが、キャブの全幅が2600mmであるのに対し、サイドタンクの左右幅が2830mmとタンクが外側に張出していることが特徴となっている。このほか、301号機はボイラー上は蒸気ドームと砂箱の2基のドームが搭載され、302号機はACFI式と呼ばれる方式の給水加熱器を搭載しており、サイドタンク前部デッキ上に機器が搭載されるほか、ボイラー上に蒸気溜と砂箱の間にもう1基給水加熱器用のドームを搭載していた。また、303号機以降は蒸気溜と砂箱が一体化された前後に長いものとなり、ボイラー上煙突後方に円筒形の給水加熱器2基が前後方向に背負い式に搭載されている。なお、301号機および302号機も後年給水加熱器を303号機以降と同一のものとする改造が行われ、これに伴い砂箱が蒸気溜の後方に移設され、302号機の給水加熱器用ドームも撤去されている。
- 機関車正面には煙突前部に1箇所とデッキ上左右、後部は炭庫上部と下部左右の各3箇所に丸型の引掛式の前照灯が設置されており、当初はオイルランプであったが、後に電灯式となっている。連結器は緩衝器を中央、その左右にフックとリングを装備したねじ式連結器で、通常この方式の連結器では左右のフックを車体内側でリンクで結合して、曲線通過時の変位に応じて左右のリンクをそれぞれ伸縮させる構造となっているが、本形式の前位側の連結器は4シリンダ式であるためスペースがなく、それぞれのリンクは固定式の構造となっている。なお、併せて真空ブレーキ用の連結ホースを装備している。
- ブレーキ装置は反圧ブレーキ、手ブレーキ及び真空ブレーキである。基礎ブレーキ装置は粘着動輪は第1から第4の各動輪に片押式の踏面ブレーキが、ラック式ピニオン2基に併設されたブレーキドラムにバンドブレーキが装備され、粘着動輪用とピニオン用とでそれぞれ独立して真空ブレーキと手ブレーキが作用するために、ブレーキシリンダと手ブレーキハンドルはそれぞれ2組装備されている。

### 主要諸元
- 軌間：1050mm
- 方式：4シリンダ、過熱蒸気式タンク機関車
- 軸配置：Ezz
- 最大寸法：全長10550mm、全幅2830mm、全高3895mm
- 全軸距：1050+1900+1100+1050=5100mm
- 固定軸距：1900+1100=3000mm[8]
- 動輪径：910mm
- ピニオン有効径：688mm
- 自重：自重/運転整備重量：46.5t/64.5t[9]
- ボイラー
  - 火格子面積/火室伝熱面積/過熱面積/全伝熱面積：2.30m2/9.50m2/26.00m2/131.9m2
  - 使用圧力：13kg/cm2
  - 煙管長：3800mm
  - 煙管数：小煙管129本、大煙管18本
- 粘着式駆動装置
  - シリンダ：490mm×500mm（径×ストローク）
  - 弁装置：ジョイ式
- ラック式駆動装置
  - シリンダ：380mm×450mm（径×ストローク）
  - 弁装置：ジョイ式
- 牽引力：約167kN
- 牽引トン数：140t（列車トン数200t）
- 最高速度：粘着区間30km/h、ラック区間15km/h
- ブレーキ装置：手ブレーキ、真空ブレーキ、反圧ブレーキ
- 水搭載量：6m3
- 石炭搭載量：3.5t

## 運行・廃車
- ベイルート-ダマスカス鉄道は、地中海沿岸の港町で古くから貿易で繁栄した現レバノンの首都ベイルートから内陸の古都で現シリアのダマスカスを結ぶ全長147km、時期によって異なるが開業時は全23駅の路線で、途中最高峰が3086mのレバノン山脈と最高峰2814mのアンチレバノン山脈、その間の標高約900mのベッカー高原を超える山岳路線となっている。そのため、粘着区間で最急勾配25パーミル、ラック区間で最急勾配70パーミルとなっており、湾岸のベイルートからレバノン山脈を34kmのラック区間とChouit-Araye駅とAley駅の2箇所のスイッチバックによって37.5km地点で標高1478mのMedeireijeでレバノン山脈を越え、その後、標高約900mのベッカー高原を横断してアンチレバノン山脈を登る80km地点付近で現在のレバノン-シリア国境を越え、同山脈を粘着区間のみで90.9km地点、標高1380mで超えて標高700mのダマスカスに至っている。途中ベッカー高原など標高の高い区間は降雪地帯であり、特にレバノン山脈とアンチレバノン山脈の標高の高い区間は多くの降雪があり、必要に応じてスノーシェッドも設置されているほか、本形式などの機関車の前頭部に大型のスノープラウを設置して運行されることもあった。また、本鉄道は途中現レバノンのリヤークで1435mm軌間のアレッポ、バグダード鉄道方面の路線と、ダマスカスで1050mm軌間のヒジャーズ鉄道およびハウラン鉄道とそれぞれ接続していた。なお、1050mmという軌間は1894年に開業したダマスカス - Muzeirib間や、同時に建設されていたベイルート-ダマスカス鉄道以降、ヒジャーズ鉄道などにも引き継がれたこの地域の狭軌鉄道独特のものであったが、この軌間を採用した理由については設計もしくは建設途上におけるミスなどによるものという説なども含めいくつかの推論が挙げられているが明らかにはなっていない。
- 301および302号機は1924年7月の試運転後運行に入っており、従来のB形と比較して35%、A形とは26%の燃費向上が図られるなど好成績を収めたため、続く303-305号機の3機が1925年5月に発注されて翌1926年7月に運行に入っている。なお、本形式の導入に伴い、従来使用されていたB形の1-12II号機のうち、補修待ちであった1、9、11号機の3機については1925年頃までに廃車となっているほか、3、4、5、8号機の4機については1949年頃までにラック式駆動装置を撤去して粘着区間専用に改造され、形式名もB形からBa形に変更となっている。
- 1956年にシリアの鉄道が国有化されて1965年1月1日シリア国鉄[10]が、1960年[11]にはレバノン国鉄[12]がそれぞれ発足し、ベイルート-ダマスカス鉄道の運行をDHPから引き継いでおり、機材についてもそれぞれの所属となっている。本形式はA形とともに全機がレバノン国鉄の所有となり旧番号を引継いで301-307号機となっているほか、B形については当時残存していた機体のうち6機がレバノン国鉄の所有、3機がシリア国鉄の所有、D形のうち残存していた5機とC形2機はシリア国鉄の所有となっている。
- 本形式はその後もレバノン国鉄により運行されていたが、1975年に勃発したレバノン内戦の影響により、ベイルート-ダマスカス鉄道のレバノン側は1976年には運行を停止したとされており、これに伴って本形式も運行されなくなっている。なお、一部機体は現在でもベイルート駅やリヤーク駅に隣接の車庫内に放置されたままとなっている。

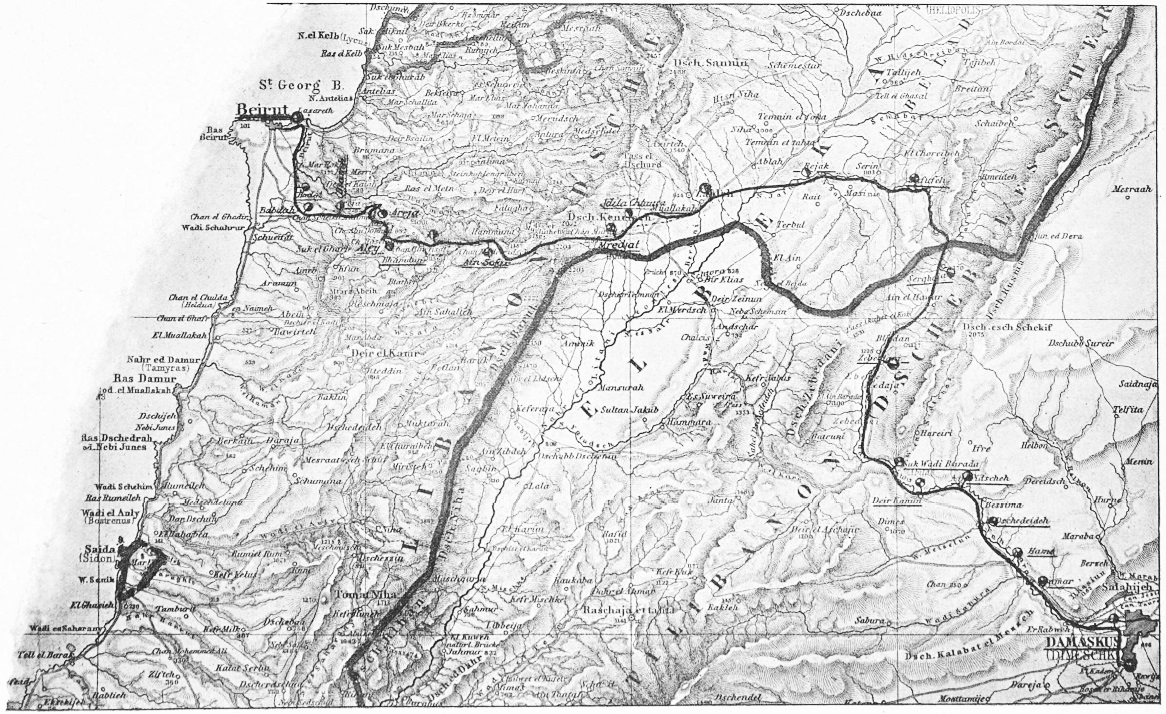
ベイルート-ダマスカス鉄道の路線図
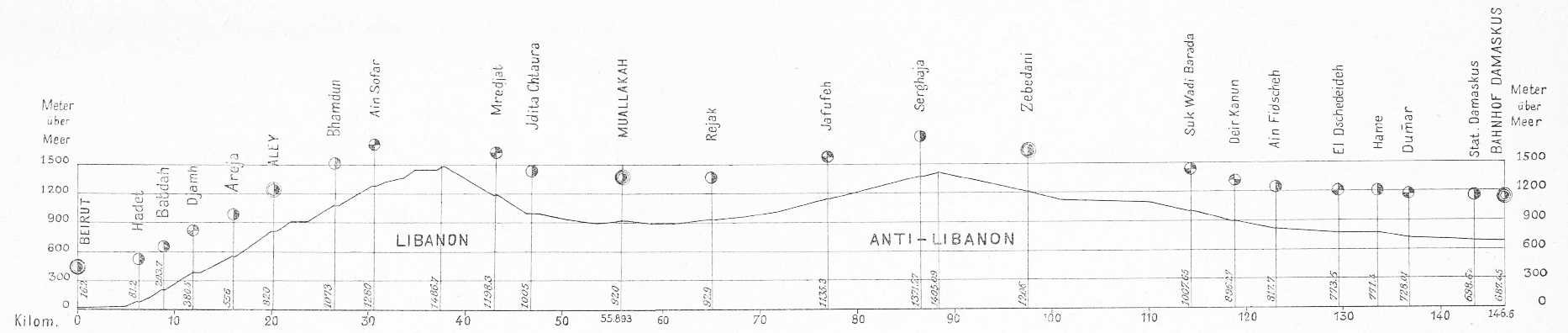
ベイルート-ダマスカス鉄道の線路高低図
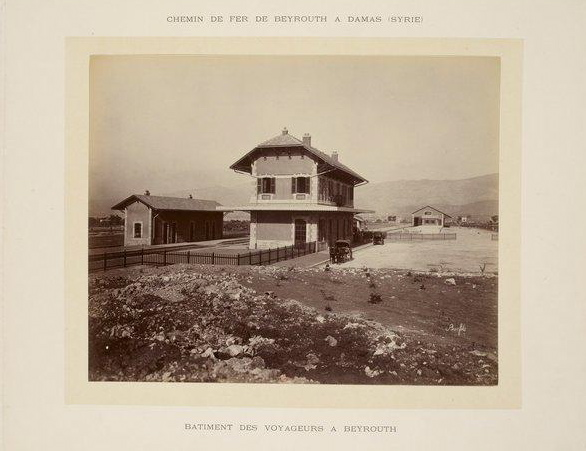
開業当時のベイルート駅（本形式の導入前）、1895年
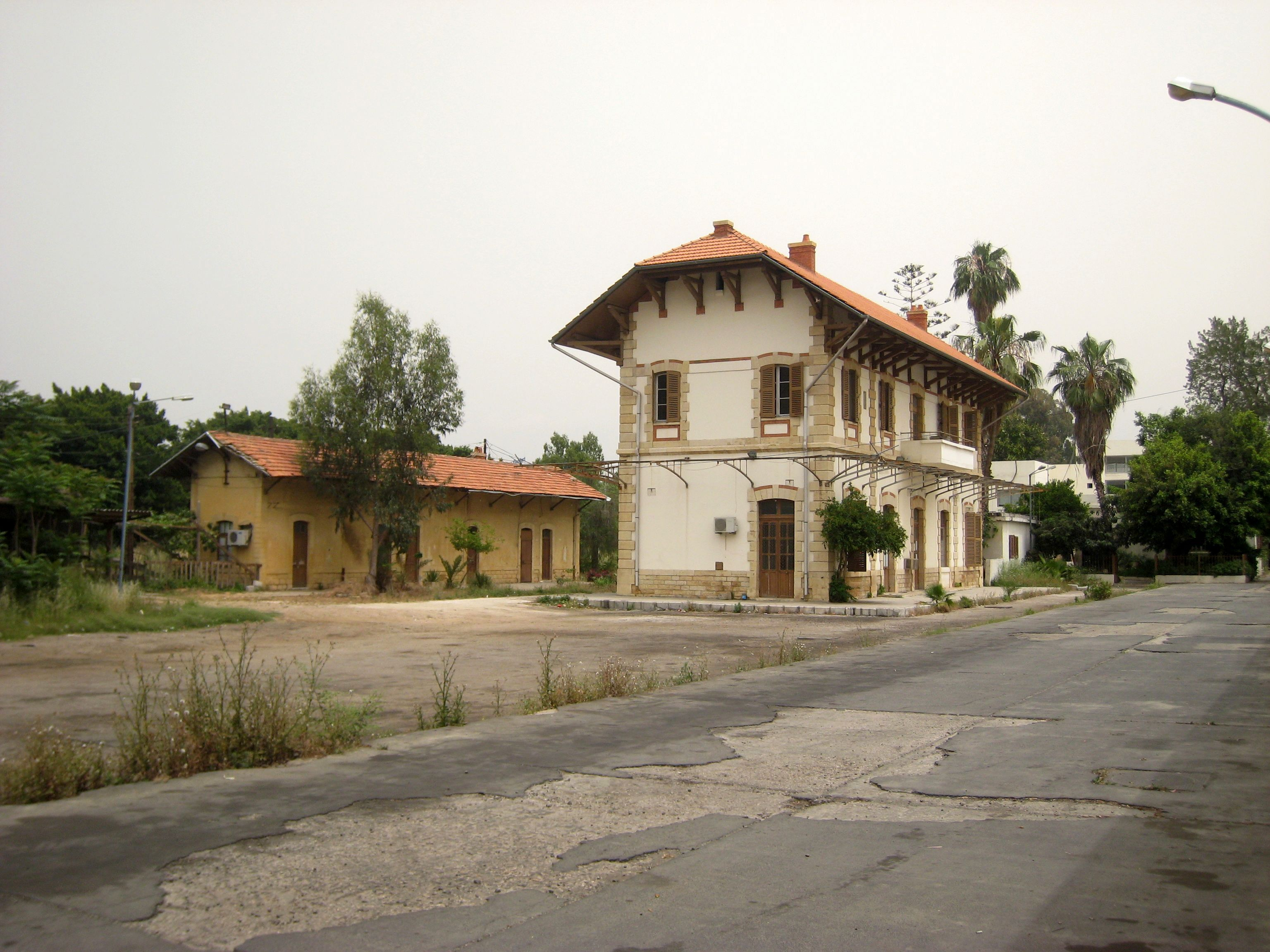
2005年時点で残存している旧ベイルート-ダマスカス鉄道のベイルート駅跡